# Vasaloppsarenan

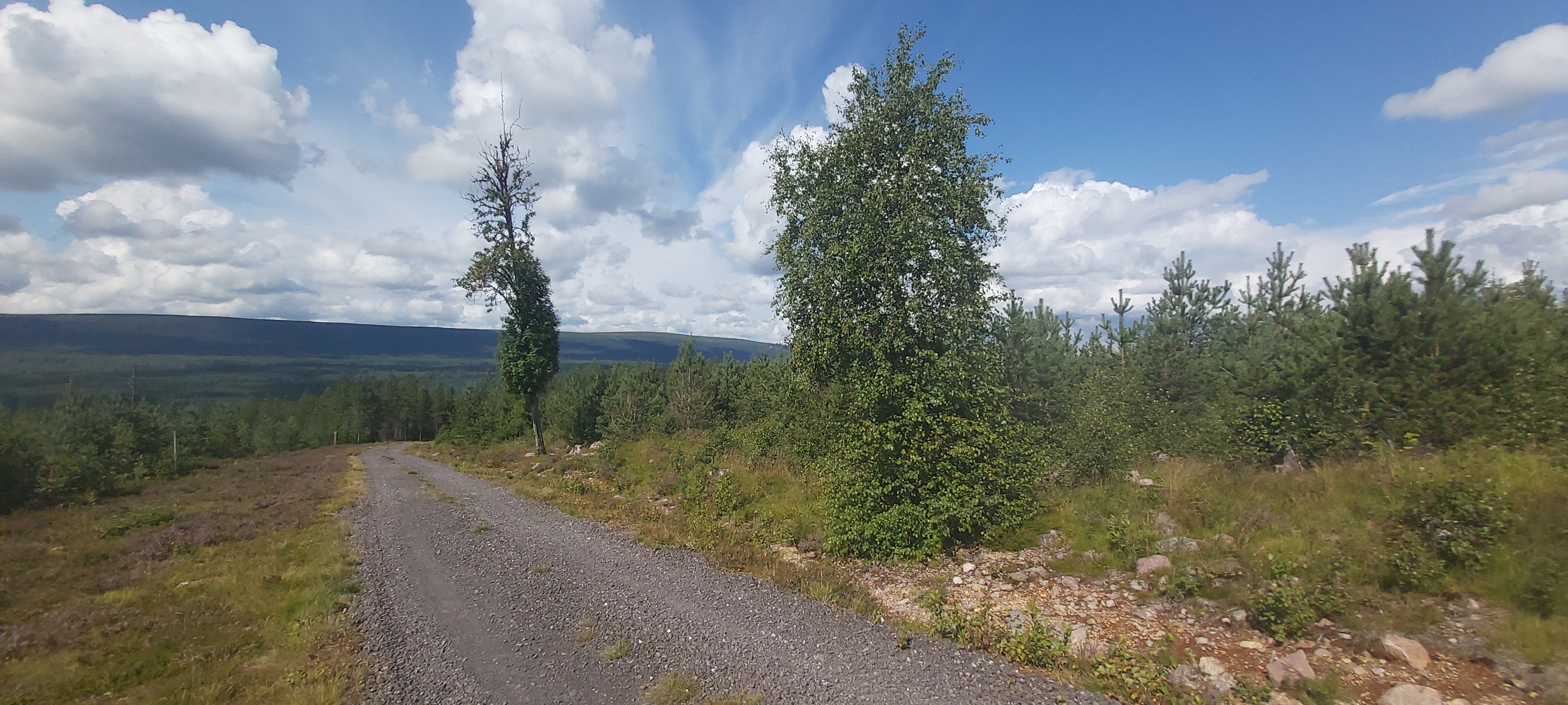
Utsikten från den första backen västerut över Västerdalälvens dalgång.

Vasaloppsarenan är samlingsnamnet för lederna från Berga by till Mora. Det är tre olika beroende på färdsätt: på skidor, till fots eller på cykel.
Längs lederna finns det övernattningsstugor, vindskydd och vattenkällor. Det finns en karta i skalan 1:50000 där lederna och dessa andra punkter är utsatta.

## Vasaloppsspåret
Vasaloppet går över en del myrar mellan Berga och Risberg, så därför behöver lederna som går sommartid gå andra vägar.

## Vasaloppsleden

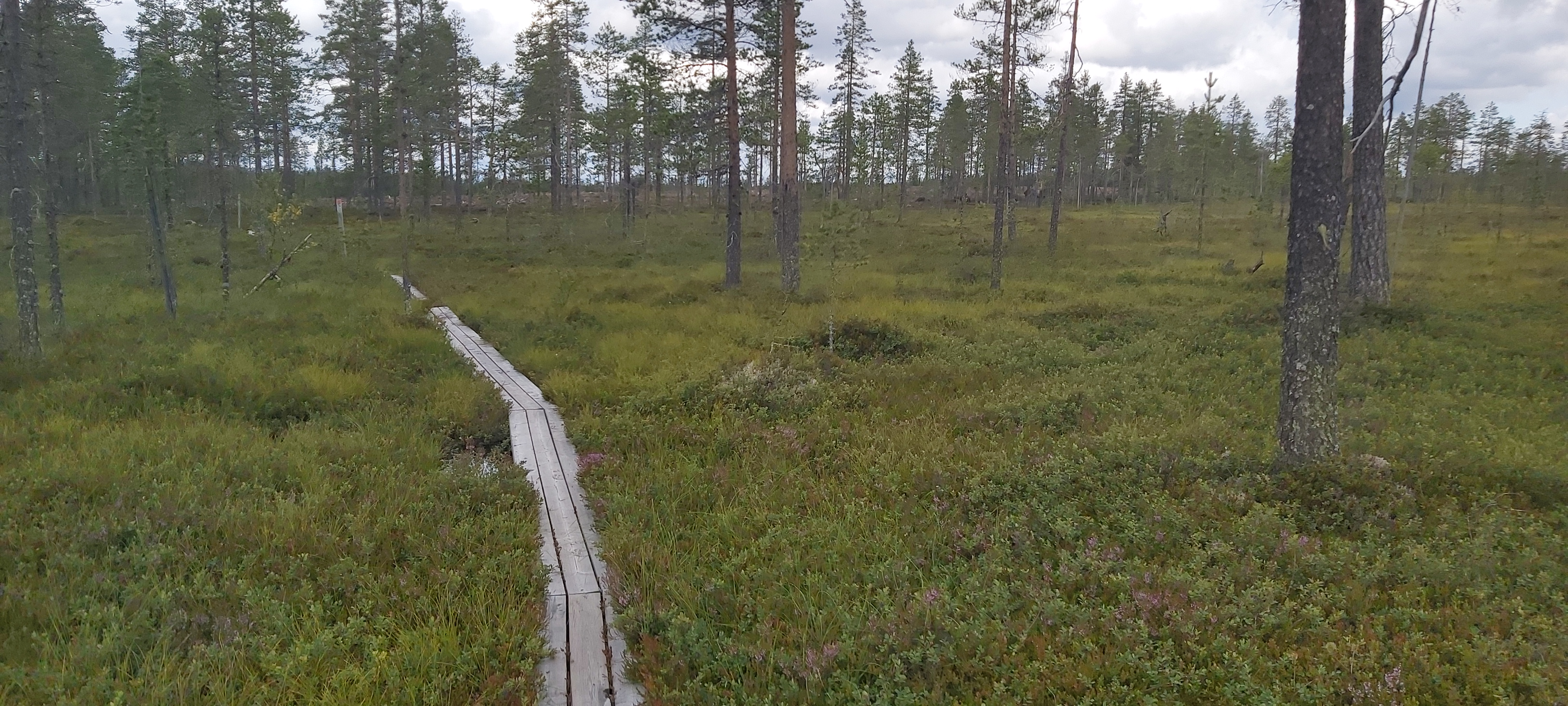
En spång över myren mellan Berga by och Smågan.

Vandringsleden Vasaloppsleden följer backen upp från Berga, men sedan blir ibland på spåret, kanske på en spång, ibland på mindre stigar. Dessutom går den ibland tillsammans med cykelvasaleden på grusvägar. Stiftelsen Vasaloppsleden bildades 1991 av Malung-Sälens, Älvdalens och Mora kommun tillsammans med Sälens IF, Evertsbergs SK och IFK Mora. Stiftelsen underhåller markeringar, spänger, vindskydd och stugor längs leden.

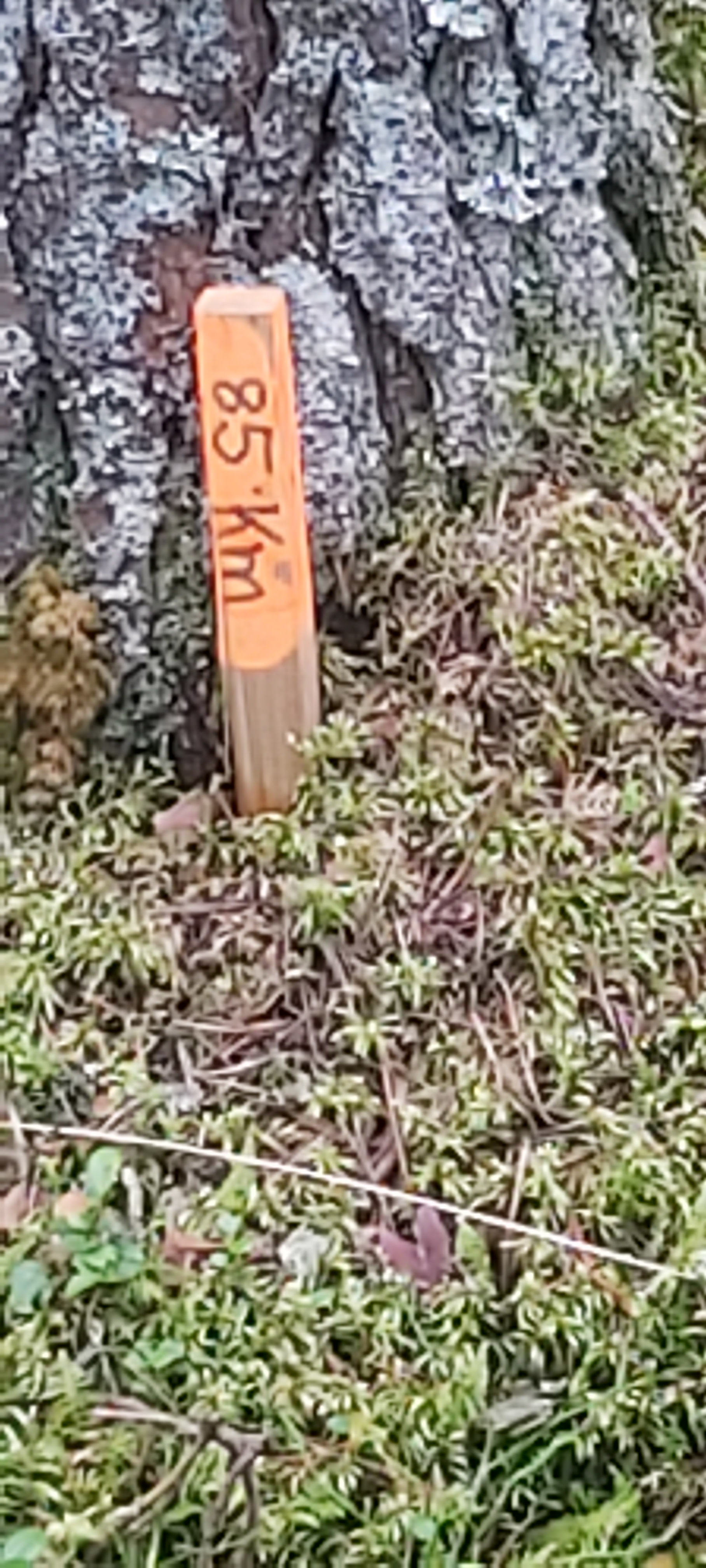
Antal kilometer kvar på Vasaloppsleden.

## Cykelvasaleden

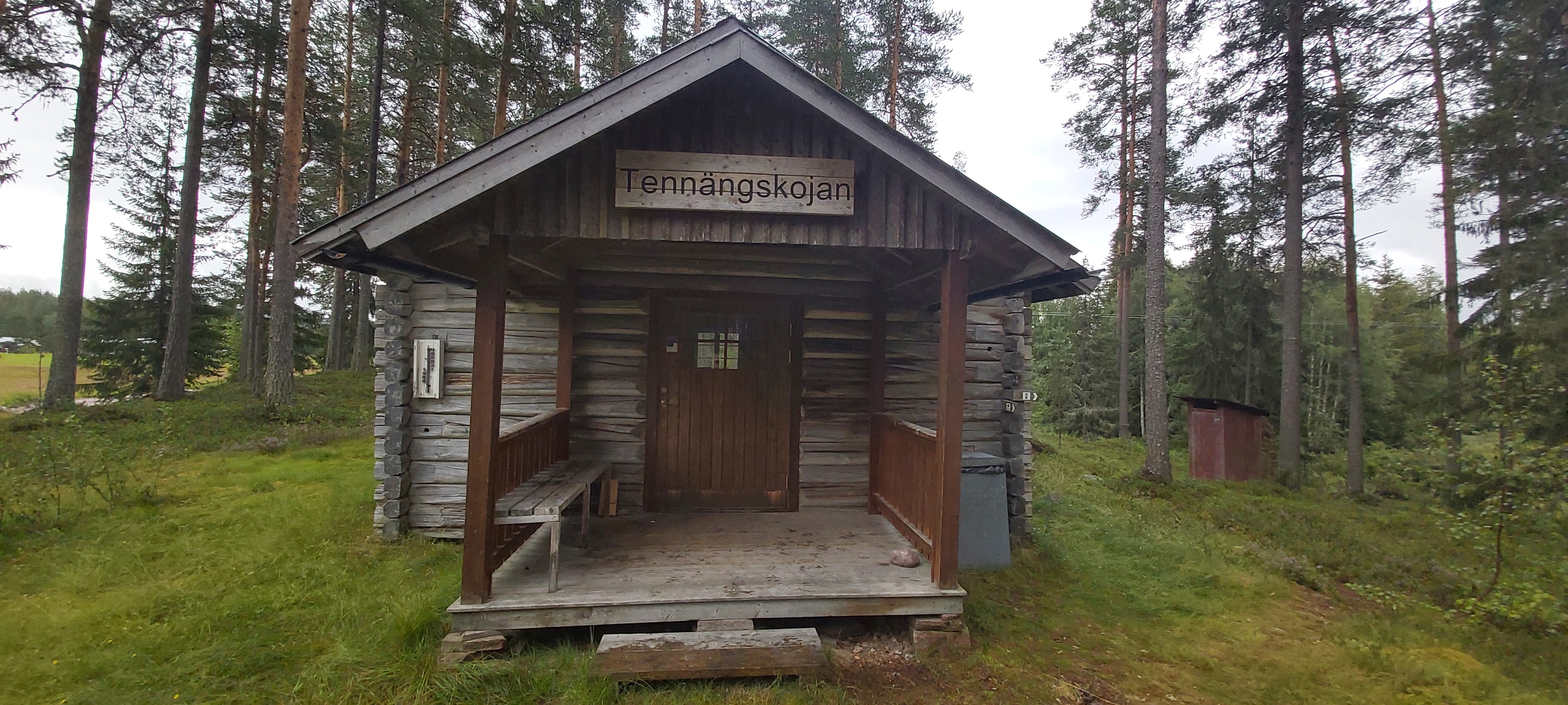
Raststuga vid Tennäng mellan Mångsbodarna och Risberg.

År 2023 byggdes en grusväg för cykel- och löploppen från Berga upp mot den högsta punkten, 528 meter över havet.

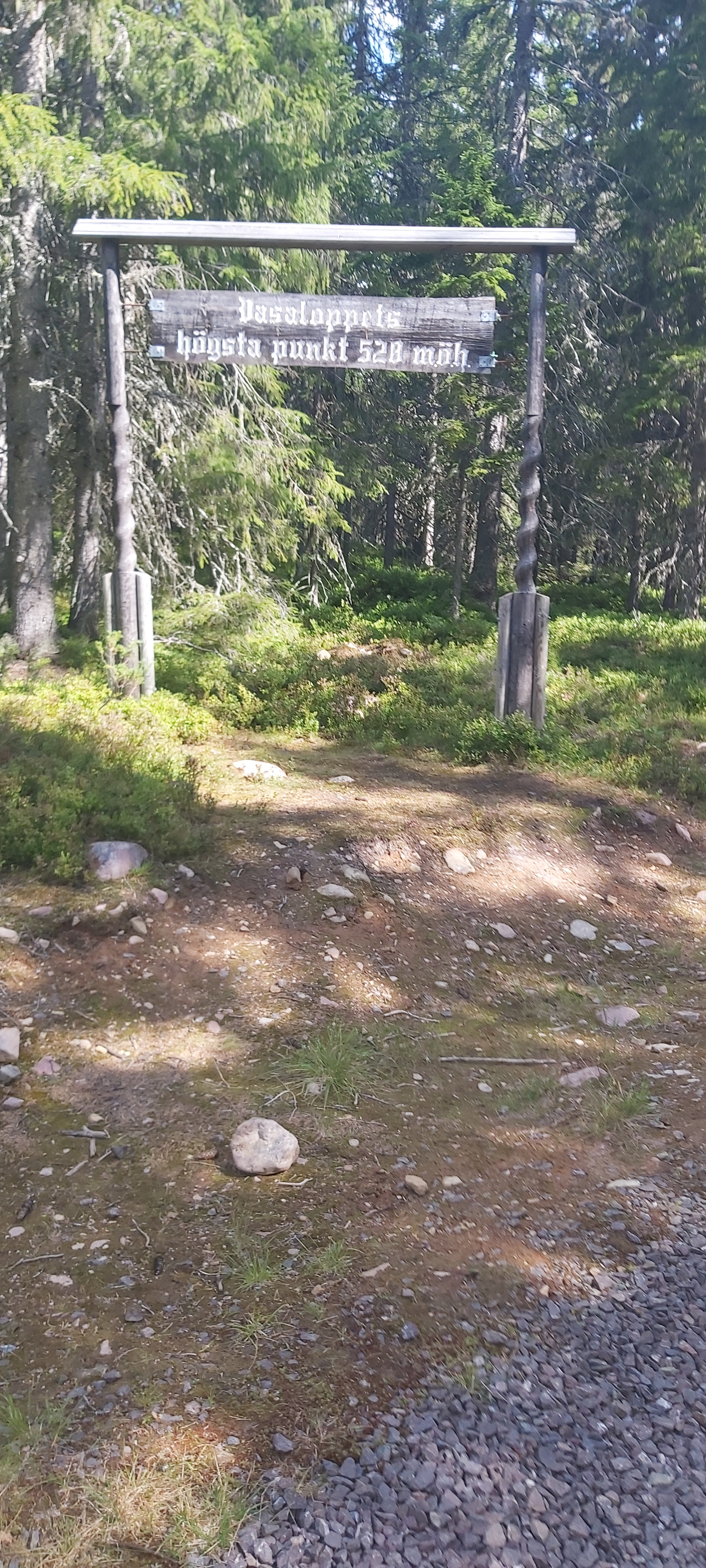
Skylt som visar den högsta punkten, tre kilometer efter starten.